# Сьродский повет (Нижнесилезское воеводство)
Сьродский повет (Нижнесилезское воеводство) (пол. Powiat średzki (dolnośląski)) — повет (район) в Польше, входит как административная единица в Нижнесилезское воеводство. Центр повета — город Сьрода-Слёнска. Занимает площадь 703,68 км². Население — 52 837 человек (на 31 декабря 2015 года).

## Административное деление
- города: Сьрода-Слёнска
- городско-сельские гмины: Гмина Сьрода-Слёнска
- сельские гмины: Гмина Костомлоты, Гмина Мальчице, Гмина Менкиня, Гмина Уданин

## Демография
Население повета дано на 31 декабря 2015 года.
| Перепись            | Всего  | Мужчины | Женщины |
| ------------------- | ------ | ------- | ------- |
| Всего               | 52 837 | 26 100  | 26 737  |
| Городское население | 9337   | 4412    | 4925    |
| Сельское население  | 43 500 | 21 688  | 21 812  |